# Länsväg 252
Länsväg 252 är en primär länsväg i Västmanlands län. Den går sträckan (strax norr om) Kvicksund - Kolbäck - Hallstahammar - Surahammar.
Länsväg 252 är en viktig länk för den tunga lastbilstrafiken mellan Mälardalen och Bergslagen och har därför en relativt stor andel tung trafik i förhållande till den totala trafikmängden. Vägen har också en betydande funktion för en omfattande arbetspendlingstrafik i regionen.

## Sträckning
Söderifrån räknat börjar länsväg 252 i en rondell (tidigare fyrvägskorsning) med riksväg 56 och Rytternevägen, fyra kilometer norr om Kvicksund i den sydligaste delen av Västerås kommun. Härifrån fortsätter vägen i nordlig riktning genom Borgåsund, där den passerar över Mälarfjärden Freden. Vägen följer sedan Strömsholmsåsens östra sida förbi Strömsholms ridanläggningar och med Strömsholms slott inom synhåll på andra sidan Strömsholms kanal. 
I Kolbäck går länsväg 252 på en bro över järnvägslinjen Mälarbanan och gamla E18 mellan Västerås och Köping (numera länsväg U 558). Länsvägen har en relativt god standard fram till Kolbäck. Den vidare sträckningen norrut mot Hallstahammar är smal och relativt kurvig fram till Sörstafors villasamhälle, där det finns en fullt utbyggd trafikplats med av- och påfarter till och från E18.
Norr om E18 är länsväg 252 relativt nybyggd med god standard förbi Hallstahammar och fram till Trångfors strax norr om samhället. Tidigare svängde vägen här över till en mycket smal och kurvig sektion som följde Strömsholmsåsen, men 2017 blev det en helt ny väg klar. Se vidare nedan "Ny sträckning år 2017".

## Ny sträckning år 2017
Sommaren 2015 påbörjades arbetet med en ny sträckning av vägen. Den nya sträckningen är cirka åtta km lång och viker av från gamla 252 strax norr om Hallstahammar i söder och ansluter till Riksväg 66 i höjd med Långsjön strax söder om Surahammar, istället för som tidigare vid Ramnäs. Det är en mötesfri landsväg och blev klar hösten 2017.

## Anslutande vägar
Länsväg 252 ansluter till:
| Väg        | Ort        |
| ---------- | ---------- |
| Riksväg 56 | Kvicksund  |
| E18        | Sörstafors |
| Riksväg 66 | Surahammar |